# 유니콘 스토어
《유니콘 스토어》(영어: Unicorn Store)는 2017년 제작된 미국의 코미디 영화로, 배우 브리 라슨이 직접 연출하고 제작하는 작품이다. 서맨사 매킨타이어의 각본을 바탕으로 제작되었으며 브리 라슨이 직접 출연한다. 이외에 새뮤얼 L. 잭슨, 조앤 큐잭, 브래들리 휫퍼드, 카란 소니, 해미시 링클레이터가 출연한다. 2017 토론토 국제 영화제에서 전 세계 최초로 상영되었다.
2019년 4월 5일부터 넷플릭스 코리아에서도 방영중이다.

## 시놉시스
키트는 어릴적부터 자신만의 세계에 빠져산다. 남들과는 다른 예술세계를 인정받지 못하고 미대를 중퇴하고 실의에 빠지게된다. 그러다 우연히 TV 광고를 통해 PR 회사의 임시직을 맡게 된다. 직장을 가지게 되었지만 무언가 부족함을 느끼게 되고... 어느 날, 자신에게 '필요한 것'을 판다는 'The Store'로부터 초대장을 받게 된다. 판매원은 그녀에게 어린 시절의 가장 큰 환상 '유니콘'과 함께 할 수 있는 기회를 제공하려한다.

## 출연진
- 브리 라슨 - 키트
- 새뮤얼 L. 잭슨 - 세일즈맨
- 조앤 큐잭 - 글래디스
- 브래들리 휫퍼드 - 진
- 카란 소니 - 케빈
- 해미시 링클레이터 - 게리

## 제작
브리 라슨은 이전에 배역 오디션을 봤지만 떨어졌다. 그 후 5년 뒤 감독 겸 배우로 캐스팅되었다. <유니콘 스토어>는 브리 라슨의 감독 데뷔작이다.
본 촬영은 2016년 11월 캘리포니아주 로스앤젤레스에서 시작되어 2016년 12월 9일에 끝났다.